# لوئیس کولز-لارتیگ
لوئیس کولز-لارتیگ (انگلیسی: Louis Cools-Lartigue؛ زادهٔ ۱۸ ژانویه ۱۹۰۵ – درگذشتهٔ ۲۱ اوت ۱۹۹۳) یک سیاست‌مدار اهل دومینیکا بود.